# نادي هجر موسم 2007–08
موسم 2007–08 هو الموسم الثامن والستون في تاريخ نادي هجر والموسم السادس تواليًا للنادي في الدرجة الأولى من الدوري السعودي. شارك الفريق أيضًا في كأس ولي العهد.

## المنافسات

### نظرة عامة
| المنافسة           | أول مباراة     | آخر مباراة     | الدور الافتتاحي | المركز النهائي | السجل | السجل | السجل | السجل | السجل | السجل | السجل | السجل   |
| المنافسة           | أول مباراة     | آخر مباراة     | الدور الافتتاحي | المركز النهائي | لعب   | ف     | ت     | خ     | له    | عليه  | ف.أ.  | الفوز % |
| ------------------ | -------------- | -------------- | --------------- | -------------- | ----- | ----- | ----- | ----- | ----- | ----- | ----- | ------- |
| دوري الدرجة الأولى | 19 أكتوبر 2007 | 13 مايو 2008   | يوم المباريات 1 | العاشر         | 26    | 9     | 7     | 10    | 36    | 35    | +1    | 034٫62  |
| كأس ولي العهد      | 29 نوفمبر 2007 | 29 نوفمبر 2007 | الدور الأول     | الدور الأول    | 1     | 0     | 0     | 1     | 1     | 3     | −2    | 000٫00  |
| المجموع            | المجموع        | المجموع        | المجموع         | المجموع        | 27    | 9     | 7     | 11    | 37    | 38    | −1    | 033٫33  |

آخر تحديث: 2008
المصدر: المنافسات

## وصلات خارجية
- الموقع الرسمي لنادي هجر